# ヨセフ・ゴチャール

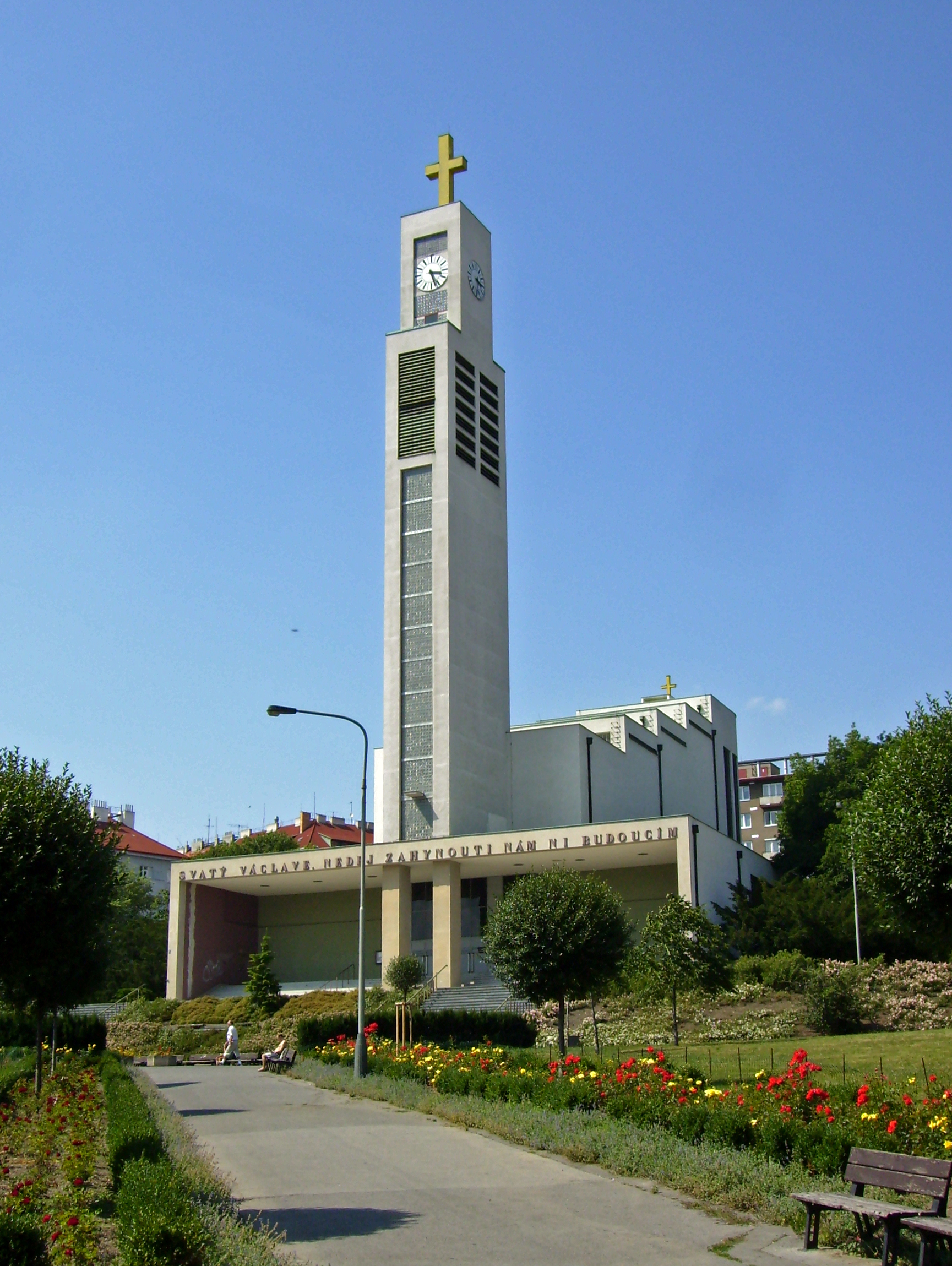
プラハの聖ヴァーツラフ教会

ヨセフ・ゴチャール(チェコ語: Josef Gočár, 1880年5月13日 - 1945年9月10日)は、チェコの建築家であり、チェコ・キュビスム運動の先駆者。チェコ・スロバキア共和国における近代建築の創始者の中の１人。
ヨセフ・ゴチャールは、チェコ工科大学の学生として建築を学ぶ。23歳の時に、プラハの応用芸術学校にて、建築家ヤン・コチェラのもとで学び、初期の建築はコチェラの設計手法の影響を受けたものを建てている。２年後、1906年から1908年の間は、コチェラの事務所に雇われ、当時はコチェラが率いるマーネス協会に属していた。後にゴチャールと似た人生を歩むことになる同僚のパヴェル・ヤナークも属していた。
当時チェコでは、1901年のフランスの万国博覧会の展示に影響を受けたチェコ芸術家たちによって、いくつかの画家の作品などが購入されていた。そして1910年に「Les Indipendants」という展覧会をプラハで開いた。この展覧会によって影響を受けた画家、彫刻家、建築家は多く、後のチェコ・キュビスム運動のきっかけとなっていく。
1911年、「プリズムとピラミッド」の論文を出したパヴェル・ヤナークは、ピカソ・キュビスムに一部影響を受けた思想や、彼なりの思想とを混ぜた記述を発表し、これを機にチェコ・キュビスム運動が始まる。これは、コチェラの合理主義建築の考え方からの脱出でもあり、マーネス協会にいたゴチャールとヤナークは、1911年に造形建築家グループ(Cubist Group of Visual Artists
)を結成した。1911年に建てられたゴチャールの「黒い聖母の家(ブラックマドンナビルディング)(1911年)」は、チェコ・キュビスム運動における先駆的な作品となり、今日も首都・プラハの中心街に残り、有名な観光地となっている。
また、ゴチャールのいたマーネス協会にはその他にも有名な芸術家などがおり、主要な建築家では、ヨセフ・ホホル、ウラジスラフ・ホフマン、オタカル・ノボトニー、彫刻家では、ヤン・シュトゥルサ、オットー・グットフロイントなどがいる。また、ヤン・コチェラの死後、ゴチャールはプラハの応用美術学校の教授となっている。
1914年の第一次世界大戦などの理由によりグループは解体される。1918年のチェコ・スロバキア共和国成立に伴い、「国家様式」であるロンド・キュビスム様式を提示し、自ら命名する。紋章などの表現を持つこの様式はチェコ・スロバキア独自の表現形態となり、国民からの賞賛を浴びていた。そしてこれは機能主義へと発展して行く。代表的な建築の中に、プラハのレジオン銀行(1923年)がある。
1925年のパリでの現代産業装飾芸術国際博覧会にて、ゴチャールとヤナークの出展したロンド・キュビスムの作品がチェコスロバキア部門でグランプリを獲得している。
その後はチェコのフラデツ・クラロヴェーの都市計画や公共機関の建設、住宅、教会など、キュビスム様式からは離れた作品を設計している。プラハの聖ヴァーツラフ教会(1929–1930)などがある。